# Otto Arnold (Fotograf)
Otto Arnold (* 20. Februar 1881 in Eisenach; † 30. Oktober 1944 in Siegen) war ein deutscher Lehrer, Heimatforscher und Fotograf.

## Werdegang
Otto Arnold wuchs in Soest auf und begann dort seine Ausbildung zum Lehrer. 1904 trat er in den Volksschuldienst ein und wurde Lehrer an der evangelischen Nordschule in Siegen. Beruflich qualifizierte er sich bis 1915 weiter und war zuletzt für das Rektorat an Schulen mit fremdsprachlichen Unterricht befähigt.
1932 wurde er Direktor der ev. Nordschule (Volksschule) und der Sieghütter Hauptschule in Siegen.
Seit 1933 gehörte Arnold dem Nationalsozialistischen Lehrerbund (Mitgliedsnr. 233.615) an und seit 1940 der NSDAP (Mitgliedsnr.7.376.75).
1924 erwarb Arnold eine Zeiss-Ikon-Plattenkamera (9×12) und eine Laborausrüstung. In den Folgejahren (1927 bis mindestens 1938) dokumentierte er die Lebens- und Arbeitswelt im Gebiet des heutigen Kreises Siegen-Wittgenstein. Zwischen 1931 und 1933 erfolgte die fotografische Dokumentation der ersten montanarchäologischen Grabungen Otto Krasas im Siegerland. Es entstanden insgesamt mehr als 500 Negative, die sich noch in Privatbesitz befinden.
Seit 1932 erscheinen Beiträge und Bilder Otto Arnolds in der heimatkundlichen Literatur.
Bis heute sind die Fotos von Arnold von Interesse, weil sie Aufschluss geben über die Geschichte regionaler Identität, über die dokumentarische Fotopraxis und den pädagogischen Kontext seiner Zeit.